# Distrito de Chugay
El distrito de Chugay es uno de los ocho distritos de la Provincia de Sánchez Carrión, ubicada en el Departamento de La Libertad,  bajo la administración del Gobierno regional de La Libertad.  
Desde el punto de vista jerárquico de la Iglesia católica forma parte de la Prelatura de Huamachuco.

## Historia
Su creación como distrito, data según decreto Ley N.º 9864, del 13 de diciembre de 1943, en el primer gobierno del Presidente Manuel Prado Ugarteche.

## Geografía
El distrito de Chugay se encuentra ubicado al este y a 50 km de Huamachuco.  Actualmente, este distrito tiene una población aproximada de 20 000 habitantes dedicados a la agricultura, especialmente papa; alcanza una superficie de 416,31 km².

### Anexos de Chugay
Cabratucto, Cangao, Carrizal, Chillin, Chirimoyo, Chugur, Corralon, El Álamo, El Espino, El Fierro, Huar huar, La Banda, La Conga, La Inea, La Ramada, La Tranca, Larguillo, Lombriz, Los Pencos, Mudalgo Pe-a blanca, Piedra Chica, Piedra Grande, Puente de Pacha, Purgatorio, Quebrada Honda, Quisuar, Sargollpa, Tiopampa, Tunaspampa, Uchubamba,  Yucurqui, Zorritos, Chugay, La Libertad.

## Autoridades

### Municipales
- 2019 - 2022[3]
  - Alcalde: JJ, de resistencia M.
  - Regidores:

  1. Elmer Roger Rojas Alfaro (Acción Popular)
  2. Mily Célida Castillo Araujo (Acción Popular)
  3. Pedro Yupanqui Lezama (Acción Popular)
  4. Fredy Rolan Iparraguirre López (Acción Popular)
  5. Alcides Robles Campos (Fuerza Popular)

Alcaldes anteriores
- 1981 - 1983: Constante Paredes Juárez, de Acción Popular.
- 1984 - 1986: Teodoro Pérez Cruzado, del Partido Aprista Peruano.
- 1987 - 1989: Ezequiel Pérez Cruzado, del Partido Aprista Peruano.
- 1990 - 1992: Ezequiel Pérez Cruzado, del Partido Aprista Peruano.
- 1996 - 1998: Edward Mallqui Cruzado, de L.I. Nro 19 Madogi.
- 1999 - 2002: Ezequiel Pérez Cruzado, del Partido Aprista Peruano.
- 2003 - 2006: Lelis Willan Paredes Acosta, de la Alianza Electoral Unidad Nacional.
- 2007 - 2010: Ronald Hernando Campos Pinedo, del Partido Aprista Peruano.
- 2011 - 2014: Edinson Malqui Cruzado, de Súmate - Perú Posible.
- 2015 - 2018:[5] Richard Nixon Nontol Rubio, de Alianza para el Progreso.

### Policiales
- Comisario: PNP.

## Principales festividades
La fiesta patronal se lleva a cabo el día 15 de mayo en donde se rinde homenaje a San Isidro Labrador que es el patrón de la agricultura. La fiesta es muy amena teniendo una duración promedio de una semana en donde los días más importantes son desde el 13 de mayo hasta el 18 en donde es la corrida de toros; en esta fiesta hay concurso de danzantes, campeonato de fútbol, en donde participan bandas de músicos donado por los devotos, lo que más lo distingue es el concurso de yuntas en donde la población participa activamente junto con sus autoridades en todos los acontecimientos de las festividades en donde cada participante adorna su yunta desde la sembradora, el arador, los toros y el agicultor cada uno lleva diferentes formas de adornos para que de esa manera llame la atención y ganen algún premio de todos los incentivos que hay para los concursante. Allí se presentan un promedio de 100 yuntas durante la fiesta; por las noches se realizan la quema de fuegos artificiales, el lanzamiento de globos aerostáticos llevando mensajes alucivos a la festividad, y los bailes sociales con grupos venidos de otras ciudades. 
Durante todos los días encontramos todo tipo de platos para degustar entre los que más destacan, el picante de cuy, los chicharrones el shambar entre otros acompañado por la chicha de jora preparado especialmente para estas fechas.